# Fabrizio Moro
Fabrizio Mobrici, dit Fabrizio Moro, né le 9 avril 1975 à Rome, est un chanteur et musicien italien. 
Actif depuis 1996, tout au long de sa carrière il a publié treize albums, dont dix en studio, un album live et deux compilations.
Il a participé à six reprises au Festival de Sanremo avec les chansons Un giorno senza fine en 2000, Pensa en 2007, qui lui a permis de gagner dans la section Giovani, Eppure mi hai cambiato la vita en 2008, Non è una canzone en 2010, Portami via en 2017 et il a gagné la section Big en 2018 avec Non mi avete fatto niente en duo avec Ermal Meta. En tant qu'auteur, il a participé au festival en 2012 avec Sono solo parole et en 2016 avec Finalmente piove.

## Biographie
Il grandit dans un faubourg populaire où il est entouré de musique. Très tôt, il joue de la guitare en autodidacte. Il se découvre une vraie vocation pour la musique.
Il étudie à l'école de cinéma et de télévision Roberto Rossellini, il y entreprend divers travaux mais bientôt il décide de travailler en solo.
En 1996, il sort son premier single Per tutta un'altra destinazione.
En 2000, il participe pour la première fois au festival de Sanremo dans la section jeune. Le morceau qu'il choisit (Un giorno senza fine), arrive à la treizième place, ouvrant les portes vers son premier album, simplement intitulé Fabrizio Moro. Puis suivent quelques années de gamelle jusqu'à ce qu'il se retrouve, en 2004, en rampe de lancement avec un nouveau single Eppure pretendevi di essere chiamata amore. La même année, Fabrizio sort deux autres single, Situaciones de la vida et Linda como eres, sur un album compilation réalisé pour le marché sud-américain, et intitulé Italianos para siempre.
En 2005, il sort le single Ci vuole un business, extrait utilisé par la Croix Rouge italienne pour ses propres campagnes sociales.
Puis, une nouvelle longue période de silence, pendant laquelle Fabrizio Moro se concentre sur l'écriture de nouvelles chansons, pour son second album.
Puis, il rencontre Giancarlo Bigazzi et Marco Falagiani (une des plus grandes équipes de production italienne). Avec eux, Fabrizio Moro travaille sur les chansons de l'album  Pensa, anticipé par le single homonyme Pensa avec lequel il participe au festival de Sanremo en 2007. Ce single est dédié aux victimes de la mafia (et plus particulièrement au juge Paolo Borsellino). Avec ce single, Fabrizio Moro remporte la compétition dans la catégorie Jeunes. Le 1er mars 2007, en partenariat avec le Festival, il sort son troisième album intitulé Pensa. Fabrizio Moro a toujours refusé l'étiquette de « chanteur engagé » que lui collent les journalistes après la sortie de cette chanson, pour laquelle un clip est tourné par Marco Risi (un grand réalisateur italien), auquel participe Rita Borsellino et d'autres acteurs du film Mery per sempre, dirigé par le même Risi en 1989. Avec ce clip, Fabrizio Moro remporte le prix du Festival de Rome du vidéoclip de 2007.
L'été de cette même année, il passe par les deux étapes (Milan et Catania) du Festivalbar avec l'extrait Fammi sentire la voce de l'album Pensa. À Catania, il chante aussi l'extrait chanté à San Remo.
En 2008, il participe à la 58e édition du Festival de Sanremo avec le titre Eppure mi hai cambiato la vita et se classe à la 3e place de la catégorie champions. Toujours en partenariat avec ce Festival, il sort le 29 février 2008 son quatrième album qui s'intitule Domani.
Le 4 juillet 2008, Fabrizio Moro fait son apparition sur la scène du Roma Rock Festival où il enregistre une audience de 8500 spectateurs.
En 2009, il écrit un nouvel album en collaboration avec Gaetano Curreri, et ils chanteront  même une chanson (Resta come sei) en duo.
Le 5 juin 2009, la sortie de son nouvel album (Barabba) est officialisé. Cet album sort en deux parties, l'une en juin et l'autre en septembre. Après cela suit une tournée, elle aussi faite en deux parties, la première (gratuite) dans les régions du sud de l'Italie en août, tandis que la seconde se fait  dans les clubs et théâtre dans le nord du pays.
Son fils Libero naît le 17 août 2009.
En 2018, il remporte le Festival de Sanremo, en duo avec Ermal Meta, avec la chanson Non mi avete fatto niente. À la suite de cette victoire, le duo a annoncé accepter de représenter l'Italie au Concours Eurovision de la chanson 2018.

## Liste des albums
(Liste incomplète)
- Fabrizio Moro - 2000
- Ognuno a quel che si merita - 2005
- Pensa - 2007
- Domani - 2008
- Barabba - 2009
- Ancora Barabba - 2010
- Atlantico Live - 2011
- L'inizio - 2013
- Via Delle Girandole 10 - 2015

## Chansons
(Liste incomplète)
- Claudia
- Gli amplessi di Maria
- Lisa
- Ognuno ha quel che si merita
- Un giorno più grande
- Canzone giusta
- Stanco di crescere
- 9096.ro.la
- Per tutta un'altra destinazione
- Un giorno senza fine
- Libero
- Eppure pretendevi di essere chiamata amore
- Situaciones de la vida
- Linda come eres
- Ci vuole un business
- Pensa
- Eppure mi hai cambiato la vita
- Fammi sentire la voce
- Resta come sei
- Gastrite
- L'indiano
- Brava
- Canzone di campane
- Situazioni della vita
- Romantica (Se ti va)
- Come
- Everybody
- Non essere arrabbiata
- Banale spegiazione
- Anni
- Basta
- La complicità
- Ti amo anche se sei di Milano
- Non è la stessa cosa
- Questa è benzina
- Non è facile
- Parole, Rumori e Giorni
- Un'altra canzone per noi
- Devi salvarti
- Seduto a guardare
- Non importa
- E' solo amore
- Sembra impossibile
- Svegliati
- Domani
- Melodia di Giugno
- Il momento giusto
- Il senso di ogni cosa
- Barabba
- Sangue nelle vene
- Il peggio è passato
- Non è una canzone
- Respiro
- Desiderare
- L'inizio
- Sono come sono